# Vetési Imre
Vetési Imre (Békés, 1945. március 29. – 2013. szeptember 17.) magyar kosárlabdaedző.

## Életrajza
Édesanyjával és húgával ötéves korában költözött Budapestre, ott ismerkedett meg a kosárlabda sportággal, melyet később élethivatásának választott. Budapesten a József Attila gimnáziumban érettségizett, 1980-ban szerezte szakedzői diplomáját a Testnevelési Egyetemen. A Békésen született szakember Budapesten, utánpótlás vonalon kezdett edzősködni, dolgozott a Csőszerelő, a XI. kerületi sportiskola (XISI), a Ganz Mávag és a Honvéd csapatainál. Az élvonalban több együttest is vezetett, dolgozott Oroszlányban, Székesfehérvárott és Sopronban több csapatnál: az Ászoknál, a Postás lányainál és életének utolsó évtizedében a SMAFC gárdájánál.
1985-ben érkezett Fehérvárra, előtte az Oroszlány csapatát vezette. Az Alba Regia Építők férfi csapatánál egy évig dolgozott, majd 1986-ban átvette a női szakosztályt. Vezetésével az első osztályba jutott a csapat, 1988-ig dolgozott Fehérvárott. 1992-ben nevezték ki az Albacomp kosárlabdacsapat élére.

## Klubjai
Játékosként:
- 1963 Bp. Honvéd utánpótlás, serdülő, ifi.
- 1963–64 BM Dózsa

Edzőként:
- 1965–67 Budapest XI. kerületi sportiskola
- 1968–74 Csőszer SK
- 1975–77 Ganz Mávag utánpótlás
- 1978–80 Bp. Honvéd utánpótlás
- 1981–83 Oroszlányi Bányász
- 1984–85 Alba Régia Építők
- 1986–87 Alba Régia Építők női
- 1987 EGIS
- 1988 Soproni Postás
- 1990–92 Soproni Kosárlabda Club
- 1992–94 Albacomp
- 1995–97 Legenda Bascat SMAFC
- 1998–2000 Soproni Ászok
- 2000–2003 Herakles Program, az utánpótlás válogatott koordinátora
- 2003 SMAFC

1995: válogatott szövetségi edző.

## Sikerei
- XI. Sportiskola: TV minikupa győztes
- Ganz Mávag: serdülőkkel Országos Serdülő Kupa döntő, juniorokkal NBI junior II. hely
- Budapest Honvéd: NBI Ifjúsági Bajnok
- AlbaRegia Építők női csapatát NBII-ből NBI-be vezette
- SKC férfi csapatát NBI/B-ből NBI/A-ba juttatta, majd ezt később még egyszer a Soproni Ászok KC-val megismételte
- Soproni Ászok ifjúsági csapatával Országos Ifjúsági Kupagyőzelem
- SMAFC NBI/B csapatával 2006-2007-es évadban III. helyezés[5]